# نايف الرجوب
نايف محمود محمد الرجوب (14 مايو 1958 في دورا) سياسي فلسطيني، شغل منصب وزير وزارة الأوقاف والشؤون الدينية في الحكومة الفلسطينية العاشرة. وهو نائب في المجلس التشريعي الفلسطيني 2006.

## النشأة والتحصيل العلمي
وُلد نايف محمود محمد الرجوب في بلدة دورا جنوب مدينة الخليل بتاريخ 14 مايو 1958. درس الشريعة الإسلامية في الجامعة الأردنية وحصل منها على درجة البكالوريوس، وأكمل دراسة درجة الماجستير في جامعة الخليل في تخصص القضاء.

## الحياة العملية
في 27 مارس 2006، أدى نايف الرجوب اليمين الدستورية وزيرًا للأوقاف والشؤون الدينية ضمن حكومة إسماعيل هنية الأولى واستمر حتى 17 مارس 2007.
في 26 يوليو 2020، اعتقلته قوات الاحتلال الإسرائيلي من منزله في مدينة دورا.

## مؤلفات
ألّف نايف الرجوب العديد من المؤلفات من أبرزها كتاب «تأملات في الإسراء والمعراج»، و«أحكام الخطبة في الفقه الإسلامي» و«باقات زهور من مرج الزهور».